# Ossi Väänänen

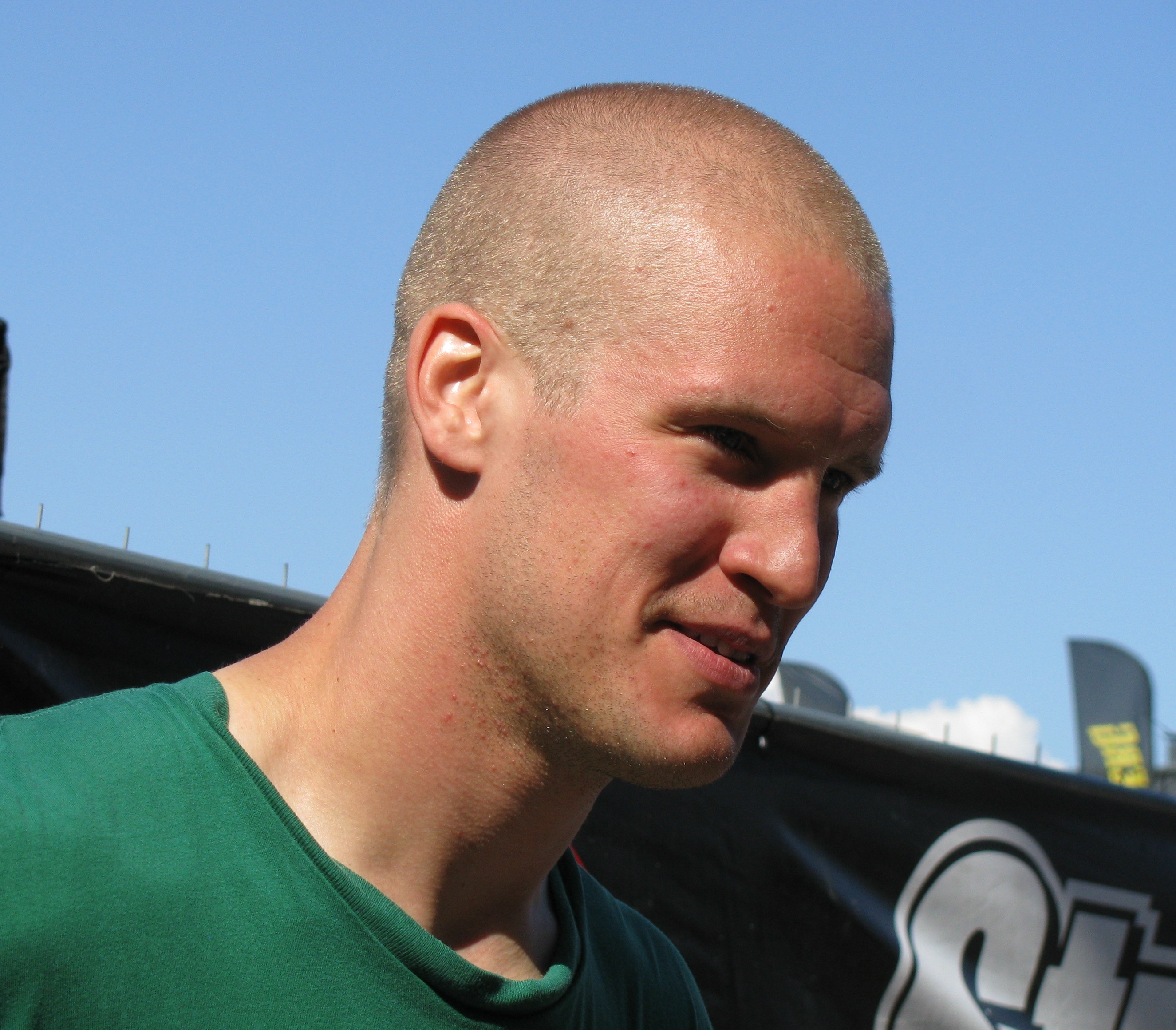
Ossi Väänänen in 2009

Ossi Väänänen (Vantaa, 18 augustus 1980) is een Fins ijshockeyspeler. Hij is aanvoerder van de Finse ijshockeyploeg Jokerit uit Helsinki. De ploeg komt uit in de beste ijshockeyleague van het land, namelijk de Liiga. Väänänen schiet met links en speelt als verdediger. Ossi Väänänen ijshockeyt ook bij het nationaal ijshockeyteam van Finland. Väänänen deed mee aan de Olympische Winterspelen 2014 in Sotsji, waar hij met zijn team het brons won, en aan de Olympische Winterspelen 2006 in Turijn, waar hij met zijn team het zilver won. Väänänen heeft ook meegedaan aan het WK van 2011 in Slowakije toen werden het land nummer 1 van de wereld. Het WK van 2009 in Canada werden ze 3de. En nog het WK van 2001 in Duitsland haalden ze het zilver mee naar Finland. Zijn vorige clubs waren de: Phoenix Coyotes, Colorado Avalanche, Philadelphia Flyers en de Vancouver Canucks in de NHL.

## Prijzen
- Finse Jeugdspeler van het Jaar in 2000